# Lorant Benedek
Lorant Attila Benedek, w niektórych źródłach również jako Lorand Benedek (ur. 6 lutego 2004) – rumuński skoczek narciarski. Medalista mistrzostw kraju.

## Przebieg kariery
Bez większych sukcesów startował w dziecięcej i młodzieżowej rywalizacji międzynarodowej, biorąc udział między innymi w Turnieju Czterech Skoczni dzieci, nieoficjalnych letnich mistrzostwach świata dzieci i zawodach FIS Youth Cup. Najlepszy wynik zanotował w nieoficjalnych letnich mistrzostwach świata dzieci w Ruhpolding w lipcu 2016, gdzie był dziesiąty w konkursie indywidualnym (kategoria do lat 13). We wrześniu 2015 w Râșnovie zadebiutował w Pucharze Karpat, zdobywając pierwsze punkty za zajęcie 29. lokaty.
W sierpniu 2019 w Râșnovie zadebiutował w FIS Cupie, jednak w obu konkursach został zdyskwalifikowany. Pierwsze punkty tego cyklu zdobył w tej samej miejscowości w październiku 2020, gdzie w słabo obsadzonych zawodach (w obu wystąpiło niespełna 30 zawodników) dwukrotnie uplasował się na ostatnim miejscu (odpowiednio – 23. i 22.) – były to jego ostatnie starty na arenie międzynarodowej.
Benedek stawał na podium mistrzostw Rumunii w skokach narciarskich – z klubem CS Dinamo Braszów zdobył złoty medal w rywalizacji drużynowej w 2020 i srebrny w 2019.

## FIS Cup

### Miejsca w klasyfikacji generalnej
| Sezon     | Miejsce |
| --------- | ------- |
| 2020/2021 | 104.    |

### Miejsca w poszczególnych konkursachFIS Cupu
| Sezon 2019/2020                                                               |               |                  |                  |                |                |                  |                  |             |             |              |              |               |               |                      |                      |                |                |                |                |              |              |        |        |        |        |        |        |        |        |        |        |        |
| Szczyrk HS106                                                                 | Szczyrk HS106 | Szczuczyńsk HS99 | Szczuczyńsk HS99 | Ljubno HS94    | Ljubno HS94    | Pjongczang HS109 | Pjongczang HS109 | Râșnov HS97 | Râșnov HS97 | Villach HS98 | Villach HS98 | Notodden HS98 | Notodden HS98 | Oberwiesenthal HS105 | Oberwiesenthal HS105 | Zakopane HS140 | Zakopane HS140 | Rastbüchl HS78 | Rastbüchl HS78 | Villach HS98 | Villach HS98 | punkty |        |        |        |        |        |        |        |        |        |        |
| -                                                                             | -             | -                | -                | -              | -              | -                | -                | dq          | dq          | 90           | 93           | -             | -             | 77                   | 72                   | -              | -              | -              | -              | -            | -            | 0      |        |        |        |        |        |        |        |        |        |        |
| Sezon 2020/2021                                                               |               |                  |                  |                |                |                  |                  |             |             |              |              |               |               |                      |                      |                |                |                |                |              |              |        |        |        |        |        |        |        |        |        |        |        |
| Râșnov HS97                                                                   | Râșnov HS97   | Kandersteg HS106 | Kandersteg HS106 | Zakopane HS140 | Zakopane HS140 | Szczyrk HS104    | Szczyrk HS104    | Lahti HS100 | Lahti HS100 | Villach HS98 | Villach HS98 | Oberhof HS100 | Oberhof HS100 | punkty               | punkty               | punkty         | punkty         | punkty         | punkty         | punkty       | punkty       | punkty | punkty | punkty | punkty | punkty | punkty | punkty | punkty | punkty | punkty | punkty |
| 23                                                                            | 22            | -                | -                | -              | -              | -                | -                | -           | -           | -            | -            | -             | -             | 17                   | 17                   | 17             | 17             | 17             | 17             | 17           | 17           | 17     | 17     | 17     | 17     | 17     | 17     | 17     | 17     | 17     | 17     | 17     |
| Legenda                                                                       |               |                  |                  |                |                |                  |                  |             |             |              |              |               |               |                      |                      |                |                |                |                |              |              |        |        |        |        |        |        |        |        |        |        |        |
| 1 2 3 4-10 11-30 poniżej 30 dq – dyskwalifikacja - − zawodnik nie wystartował |               |                  |                  |                |                |                  |                  |             |             |              |              |               |               |                      |                      |                |                |                |                |              |              |        |        |        |        |        |        |        |        |        |        |        |